# Jules Lavigne

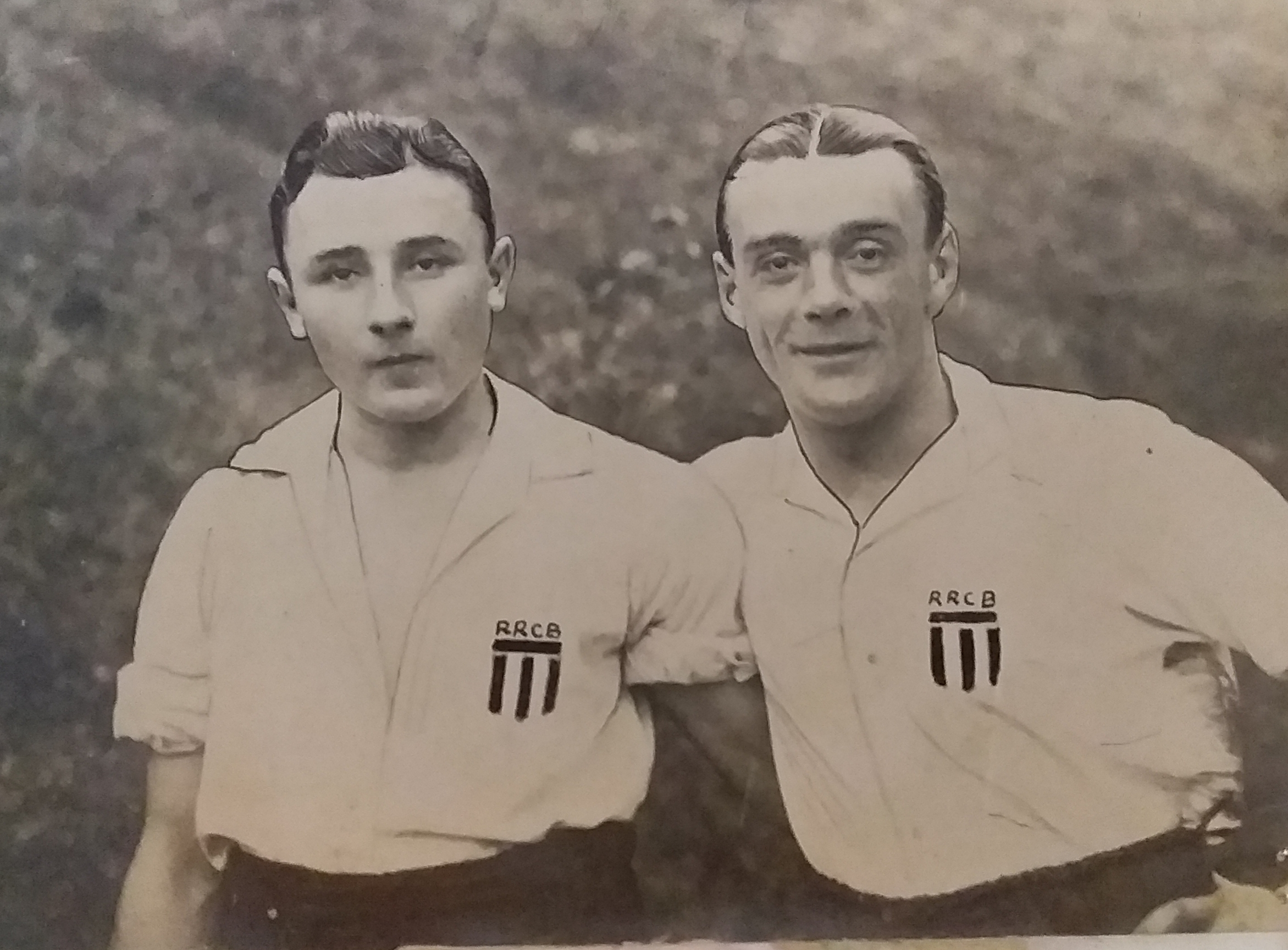
Lavigne (rechts, 1930)

Jules Lavigne (* 10. März 1901 in Uccle; † 1957) war ein belgischer Fußballspieler.

## Laufbahn
Jules Lavigne spielte fast ausschließlich für den Racing Club aus der belgischen Hauptstadt Brüssel, dem er als Seniorenspieler von 1919 bis 1938 angehörte. Von 1928 bis 1932 bestritt der Innenverteidiger zehn Einsätze für die belgische Nationalmannschaft. 1928 gehörte er zum Aufgebot seines Landes bei den Olympischen Sommerspielen in Amsterdam. Die Belgier gewannen im Achtelfinale gegen Luxemburg mit 5:3 und unterlagen Argentinien im Viertelfinale mit 3:6. Lavigne wirkte im Spiel gegen Luxemburg mit.
Seine aktive Laufbahn beendete er 1939 nach einer Saison bei Royal Dottignies Sport aus dem Bezirk Mouscron.